# 神奈川銀行

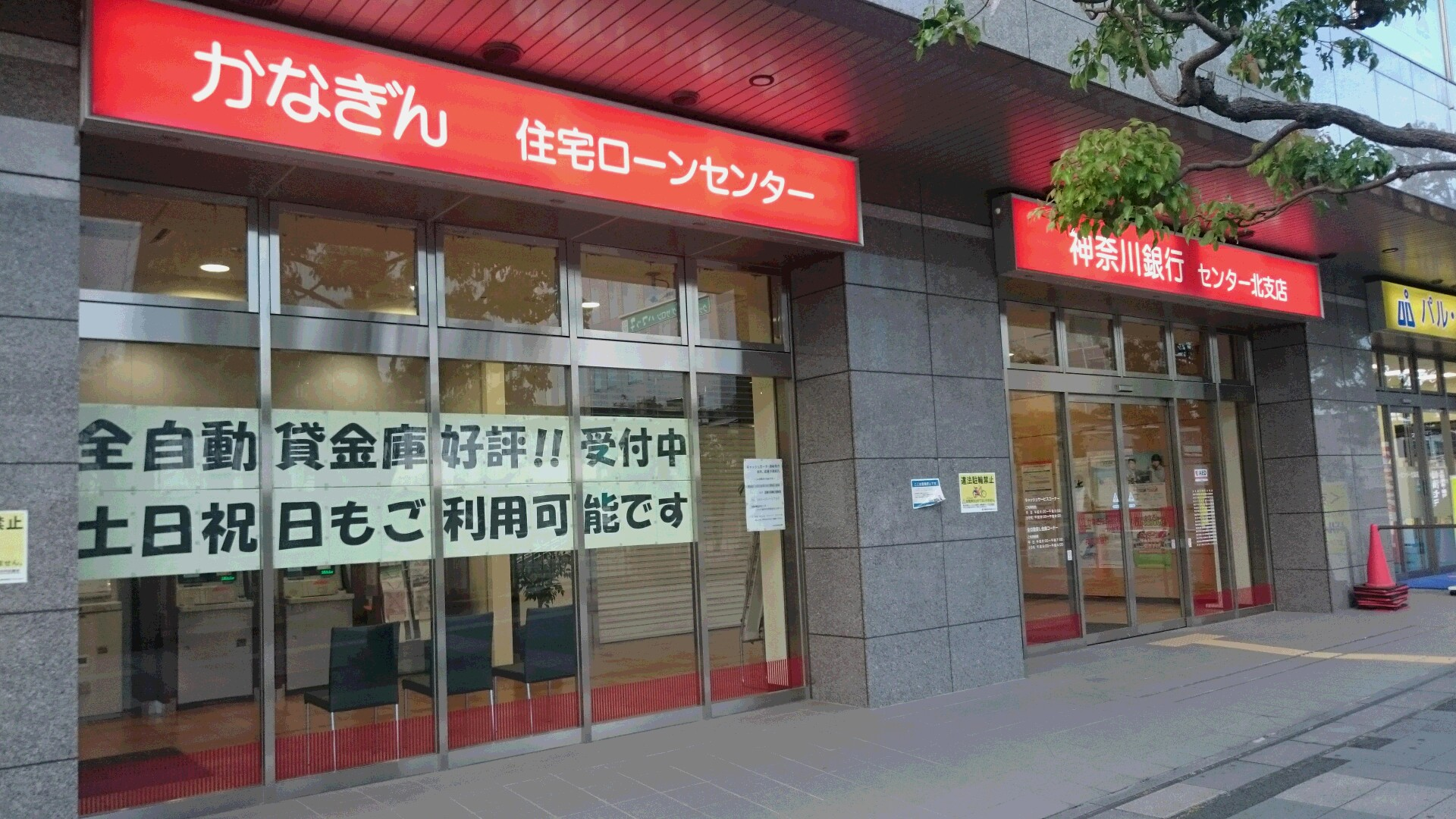
店舗一例：神奈川銀行センター北支店

株式会社神奈川銀行（かながわぎんこう、英: The Kanagawa Bank, Ltd.）は、神奈川県横浜市に本店を置くコンコルディア・フィナンシャルグループ傘下の第二地方銀行。
横浜銀行等の参画により1953年に相互銀行として設立され、そのため同行とは競合よりも共存関係にある。横浜銀行及び東日本銀行、静岡中央銀行とATM相互開放を実施しており、平日時間内であれば引き出し・預け入れを無料で行うことができる。
神奈川県外には店舗を持たない。

## 沿革
- 1953年（昭和28年）
  - 7月 - 株式会社神奈川相互銀行として設立。(資本金50百万円)
  - 8月 - 営業開始。(横浜市中区弁天通)
- 1955年（昭和30年）5月 - 本店を県中小企業会館内に移転。(横浜市中区尾上町)
- 1978年（昭和53年）11月 - 新本店建設により移転(横浜市中区長者町)
- 1985年（昭和60年）
  - 3月 - 新総合オンライン開始。
  - 6月 - 有価証券売買業務を開始。
  - 10月 - 外国為替業務を開始。
- 1989年（平成元年）4月1日 - 普通銀行に転換、商号を株式会社神奈川銀行に変更。
- 1991年（平成3年）1月 - サンデーバンキング開始。
- 1995年（平成7年）
  - 1月 - 信託代理店業務開始。
  - 6月 - 株式会社かなぎんビジネスサービス設立。(現：連結子会社)
- 1996年（平成8年）7月 - かなぎん総合管理株式会社設立。
- 1998年（平成10年）
  - 1月 - 新オンラインシステム(STAR-ACE)開始。
  - 12月 - 証券投資信託の窓口販売業務開始。
- 2003年（平成15年）2月 - かなぎん総合管理株式会社清算結了。
- 2005年（平成17年）12月 - 横浜銀行とのATM提携サービス開始。
- 2006年（平成18年）7月 - 株式会社かなぎんオフィスサービス設立。(現：連結子会社)
- 2007年（平成19年）3月 - セブン銀行とのATM接続サービス開始。
- 2012年（平成24年）7月17日 - 勘定系システムを、STELLA CUBE（NTTデータ次期共同センター）にリプレース。
- 2014年（平成26年）12月24日 - 浜銀TT証券と金融商品仲介業務に関する提携を締結[3]。
- 2017年（平成29年）3月30日 - 子会社の株式会社かなぎんオフィスサービスが解散。
- 2020年（令和2年)　8月3日 - この日から磁気の影響を受けにくい新しい通帳（Hi-Co通帳）を取扱開始した[4]。
- 2022年（令和4年)　2月28日 - ローソン銀行の「即時口座決済サービス」に参加。これにより、ローソン銀行ATMで神奈川銀行の口座から「au PAY」にチャージができるようになる[5][6]。
- 2023年（令和5年）
  - 4月27日 - 株式公開買付け（TOB）により、横浜銀行の傘下に入った[7][8]。
  - 6月29日 - スクイーズアウト（強制買い取り）実施に伴い、横浜銀行が完全子会社化[2]。

## 横浜銀行による完全子会社化
神奈川新聞が2023年1月26日付の1面で、横浜銀行が神奈川銀行に対して株式公開買付け（TOB）を実施し同行を完全子会社化する方針を固めたと報道した。その後、同年2月3日に同月6日から約2か月間、1株1716円でTOBすることを発表したが、同年3月17日に買付け価格を1株2039円、買付け期間も同年4月13日までにそれぞれ変更した。
2023年4月13日に先述のTOBが成立し、横浜銀行が84.63%の株式を集めた。残りの株式についてもスクイーズアウト（強制買い取り）を行った結果、同年6月29日に横浜銀行による神奈川銀行の完全子会社化が実現し、神奈川県は関東地方で唯一の一県一グループ体制に移行することになった。

## 情報処理システム

### 勘定系システム
勘定系システムは、NTTデータ・STARシリーズの系譜に当たる、STAR-ACEを採用していた。その後、2012年7月、STELLA CUBE（NTTデータ次期共同センター）へのリプレースが完了した。

## 連結子会社
- 株式会社かなぎんビジネスサービス（100%出資）